# Fosforos

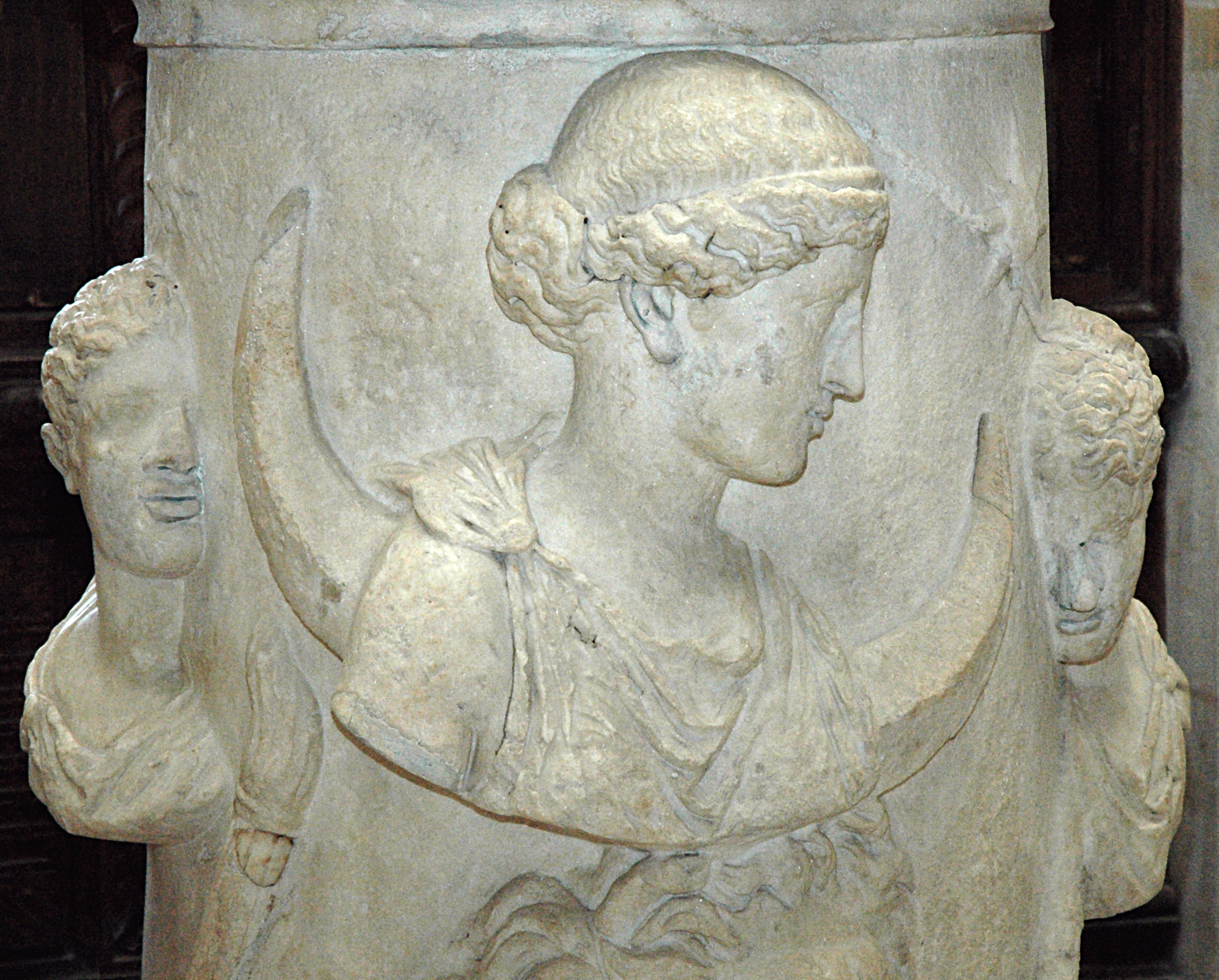
Fosforos, Selene i Hesperos, marmurowy ołtarz z II wieku, Luwr, Paryż

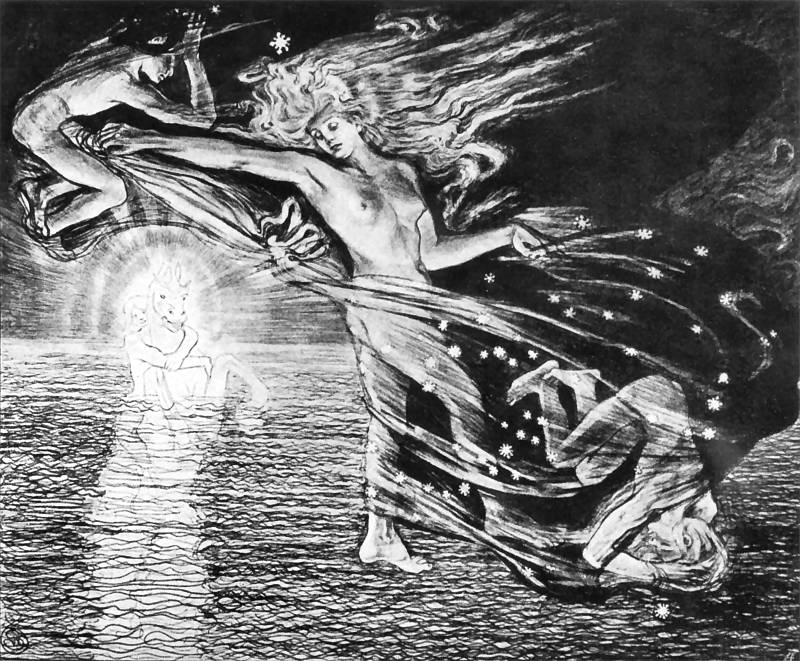
Stanisław Wyspiański: Jutrzenka, Fosforos, Hesperos, Helios, rysunek ołówkiem do Iliady, Muzeum Narodowe w Warszawie

Fosforos (także Fosforus, Eosforos, Eosforus, Heosforos, Heosforus, Lucyfer, Gwiazda Poranna, Gwiazda Zaranna, Jutrzenka, gr. Φωσφόρος Phōsphóros ‘niosący światło’, Ἐωσφόρος Eōsphóros ‘niosący świt’, łac. Luciferus, Lucifer ‘światłonośny’, ‘przynoszący światło’, ‘gwiazda poranna’, ‘jutrzenka’) – w mitologii greckiej bóg i uosobienie Gwiazdy Porannej (planety Wenus).
Według wierzeń starożytnych Greków, Fosforos był bóstwem związanym z kultem ciał niebieskich (astrolatrią). Uosabiał planetę Wenus, gdy była widoczna nad horyzontem przed wschodem Słońca. Pojawiał się na niebie przed Eos – zwiastował jej nadejście.
Uchodził za syna Eos i Astrajosa (lub Kefalosa) oraz za brata niektórych gwiazd, Boreasza, Eurosa, Notosa, Zefira, przypuszczalnie także Apeliotesa, Kajkiasa, Lipsa i Skirona (bóstw uosabiających wiatry). Był ojcem Keyksa oraz dwóch córek: Filonis (którą miał z Kleoboją) i Telauge.
Nie odgrywał większej roli w greckim panteonie.
Pierwotnie Fosforos i Hesperos byli uważani za odrębne postacie (pierwszy – za personifikację Gwiazdy Porannej, drugi – za personifikację Gwiazdy Wieczornej), natomiast w późniejszym czasie – za jedno bóstwo.
W sztuce wyobrażany jest zwykle w postaci młodzieńca ze skrzydłami, z gwieździstą aureolą wokół głowy i pochodnią w ręce.
W starożytnej Grecji imieniem boga nazywano planetę Wenus, gdy była widoczna nad horyzontem przed wschodem Słońca. Spotykany w poezji jako uosobienie ma postać gwiazdy, która zapowiada Eos.